# Nowy Świat (wieś w województwie kujawsko-pomorskim)
Nowy Świat – wieś w Polsce położona w województwie kujawsko-pomorskim, w powiecie brodnickim, w gminie Górzno.

## Podział administracyjny
W latach 1975–1998 miejscowość położona była w województwie toruńskim.

## Demografia
Według Narodowego Spisu Powszechnego (III 2011 r.) liczył 17 mieszkańców. Jest najmniejszą miejscowością gminy Górzno oraz powiatu brodnickiego.